# Xoʻjaobod
Xoʻjaobod (uzb. cyr.: Хўжаобод; ros.: Ходжаабад, Chodżaabad; Хужаабад,Chużaabad) – miasto we wschodnim Uzbekistanie, w wilajecie andiżańskim, siedziba administracyjna tumanu Xoʻjaobod. W 1989 roku liczyło ok. 13 tys. mieszkańców. Ośrodek przemysłu włókienniczego i odzieżowego.
Miejscowość otrzymała prawa miejskie w 1981 roku.